# Bill Bradley
William Warren “Bill” Bradley (Crystal City, 28 juli 1943) is een Amerikaans voormalig basketballer en senator voor New Jersey. Hij won met het Amerikaans basketbalteam de gouden medaille op de Olympische Zomerspelen 1964.

## Carrière
Bradley speelde voor het team van de Princeton-universiteit (Princeton Tigers) en de Universiteit van Oxford. Tijdens de Olympische Spelen van 1964 speelde hij 9 wedstrijden, inclusief de finale tegen de Sovjet-Unie. Gedurende deze wedstrijden scoorde hij 91 punten. Hij maakte in 1967 zijn NBA-debuut bij de New York Knicks die hem als territorial pick kozen in de NBA draft van 1965. Hij speelde eerst nog een seizoen voor het Italiaanse Olimpia Milano en het volgende seizoen zat hij uit dankzij een beurs aan de Universiteit van Oxford. In totaal speelde hij 10 seizoenen in de NBA.
Hij is een van de twee spelers (samen met Manu Ginóbili) die een EuroLeague-titel, een NBA-kampioenschap en een Olympische gouden medaille heeft gewonnen. In 1983 werd hij toegevoegd aan de Basketball Hall of Fame.
Na zijn carrière als speler ging hij de politiek in. Van 1978 tot en met 1996 zat hij in de Amerikaanse Senaat namens de staat New Jersey. In 2000 deed hij mee aan de Amerikaanse presidentsverkiezingen van 2000. Hij verloor de Democratische voorverkiezingen van zittend vicepresident Al Gore.

## Erelijst
- Olympische Spelen: 1964
- EuroLeague kampioen: 1966
- NBA-kampioen: 1970, 1973
- NBA All-Star: 1973
- Nummer 24 teruggetrokken door de New York Knicks

## Statistieken

### Regulier seizoen
| Seizoen  | Team            | WG  | WS | MPW  | 2P%  | 3P% | FW%  | RPW | APW | SPW | BPW | PPW  |
| -------- | --------------- | --- | -- | ---- | ---- | --- | ---- | --- | --- | --- | --- | ---- |
| 1967/68  | New York Knicks | 45  | –  | 19,4 | 41,6 | –   | 73,1 | 2,5 | 3,0 | –   | –   | 8,0  |
| 1968/69  | New York Knicks | 82  | –  | 29,4 | 42,9 | –   | 81,4 | 4,3 | 3,7 | –   | –   | 12,4 |
| 1969/70  | New York Knicks | 67  | –  | 31,3 | 46,0 | –   | 82,4 | 3,6 | 4,0 | –   | –   | 14,5 |
| 1970/71  | New York Knicks | 78  | –  | 29,5 | 45,3 | –   | 82,3 | 3,3 | 3,6 | –   | –   | 12,4 |
| 1971/72  | New York Knicks | 78  | –  | 35,6 | 46,5 | –   | 84,9 | 3,2 | 4,0 | –   | –   | 15,1 |
| 1972/73  | New York Knicks | 82  | –  | 36,6 | 45,9 | –   | 87,1 | 3,7 | 4,5 | –   | –   | 16,1 |
| 1973/74  | New York Knicks | 82  | –  | 34,3 | 45,1 | –   | 87,4 | 3,1 | 3,0 | 0,5 | 0,3 | 14,0 |
| 1974/75  | New York Knicks | 79  | –  | 35,3 | 43,6 | –   | 87,3 | 3,2 | 3,1 | 0,9 | 0,2 | 13,3 |
| 1975/76  | New York Knicks | 82  | –  | 33,0 | 43,3 | –   | 87,8 | 2,9 | 3,0 | 0,8 | 0,2 | 11,1 |
| 1976/77  | New York Knicks | 37  | –  | 15,3 | 46,4 | –   | 81,0 | 1,5 | 1,9 | 0,4 | 0,1 | 4,3  |
| Carrière | Carrière        | 742 | –  | 30,7 | 44,8 | –   | 84,0 | 3,2 | 3,4 | 0,7 | 0,2 | 12,4 |

### Play-offs
| Seizoen  | Team            | WG | WS | MPW  | 2P%  | 3P% | FW%   | RPW | APW | SPW | BPW | PPW  |
| -------- | --------------- | -- | -- | ---- | ---- | --- | ----- | --- | --- | --- | --- | ---- |
| 1967/68  | New York Knicks | 6  | –  | 10,7 | 42,9 | –   | 69,2  | 1,0 | 0,3 | –   | –   | 5,5  |
| 1968/69  | New York Knicks | 10 | –  | 41,9 | 46,1 | –   | 76,9  | 7,3 | 4,1 | –   | –   | 16,0 |
| 1969/70  | New York Knicks | 19 | –  | 32,4 | 42,9 | –   | 81,4  | 3,8 | 3,2 | –   | –   | 12,4 |
| 1970/71  | New York Knicks | 12 | –  | 30,7 | 42,4 | –   | 73,7  | 3,4 | 3,6 | –   | –   | 10,5 |
| 1971/72  | New York Knicks | 16 | –  | 37,1 | 46,7 | –   | 83,9  | 2,9 | 3,4 | –   | –   | 16,2 |
| 1972/73  | New York Knicks | 17 | –  | 34,5 | 44,8 | –   | 80,0  | 3,4 | 2,6 | –   | –   | 14,0 |
| 1973/74  | New York Knicks | 12 | –  | 35,4 | 39,6 | –   | 86,2  | 2,3 | 1,1 | 0,6 | 0,3 | 12,6 |
| 1974/75  | New York Knicks | 3  | –  | 29,3 | 37,5 | –   | 100,0 | 3,0 | 2,0 | 0,7 | 0,0 | 6,7  |
| Carrière | Carrière        | 95 | –  | 33,3 | 43,8 | –   | 80,5  | 3,5 | 2,8 | 0,6 | 0,2 | 12,9 |

6 Riordan · 
9 Stallworth · 
10 Frazier · 
12 Barnett · 
16 Warren · 
17 Bowman · 
18 Jackson · 
19 Reed · 
20 Hosket · 
22 DeBusschere · 
24 Bradley · 
33 Russell · 
Coach Holzman
7 Meminger · 
10 Frazier · 
12 Barnett · 
15 Monroe · 
17 Bibby · 
18 Jackson · 
19 Reed · 
22 DeBusschere · 
24 Bradley · 
32 Lucas · 
40 Gianelli · 
43 Wingo · 
Coach Holzman

4 Jim Barnes · 
5 Bill Bradley · 
6 Larry Brown · 
7 Joe Caldwell · 
8 Mel Counts · 
9 Richard Davies · 
10 Walt Hazzard · 
11 Lucious Jackson · 
12 Pete McCaffrey · 
13 Jeff Mullins · 
14 Jerry Shipp · 
15 George Wilson · 
Coach Henry Iba
- Gemeinsame Normdatei: 119472945
- International Standard Name Identifier: 0000 0001 1511 9985
- Library of Congress Control Number: n81089992
- Nationale Bibliotheek van Letland: 000165950
- MusicBrainz: 2c0a72e4-bab9-4010-89a7-93f9a183700b
- National Archives and Records Administration: 10570323
- Nationale Bibliotheek van Israël: 987007442738805171
- Nederlandse Thesaurus van Auteursnamen: 180891111
- SNAC: w68p6p0r
- Système universitaire de documentation: 073160660
- Union List of Artist Names: 500238508
- Biographical Directory of the United States Congress: B001225
- Virtual International Authority File: 105140114
- WorldCat: E39PBJhxkmP4CtrCDvvG3jgdwC